# Motokultur

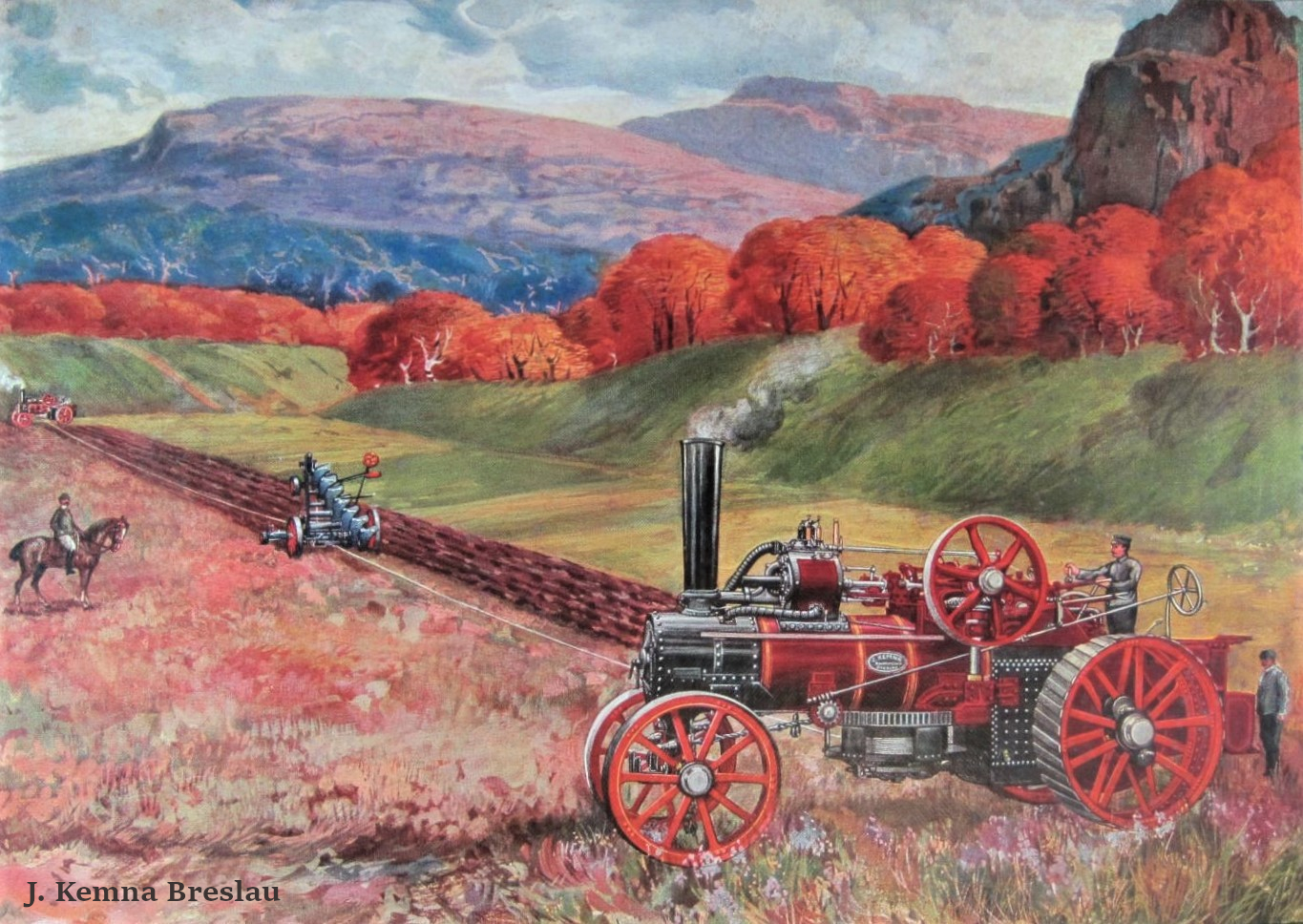
Plöjning med hjälp av ånglokomotiv (Tyskland 1890)

Motokultur var en under 1800-talet uppkommen benämning på jordens bearbetning med mekaniska motorer i stället för med djur. Efter tidigare försök kom tanken på motokultur på 1850-talet till praktisk tillämpning i England genom de ångplogsystem som konstruerats av Smith i Woolstone, Fowler i Leeds och Howard i Bedford. Under följande år infördes plöjning och alvluckring (med grubber) med ångkraft i Egypten, Tyskland, Österrike, Ungern och Ryssland och fick allt större användning på storgodsen i dessa länder. I Sverige förevisades ångplog första gången vid allmänna lantbruksmötet 1872, men ångplöjning kom till användning endast på några enstaka gods i Sverige, beroende på de höga anskaffningskostnaderna (40 000–60 000 kronor för en uppsättning) och även att bearbetningen bara passade för stora, rektangulära, och fria fält. Utvecklingen av elektroteknik och av förbränningsmotorer ökade möjligheten att använda mekanisk kraft inom jordbruket. Elmotorer och förbränningsmotorer med tillhörande utrustning var mycket billigare att använda än ångmotorer och kunde göras lättare i storlek och vikt och enklare att transportera.
Vid den tekniska anordningen av jordens bearbetning med mekaniska motorer tillämpades olika system. Allmännast var att medelst kabel från en eller två stillastående motorer dra arbetsmaskinen (plogen, grubbern). Vanligen användes två maskiner, uppställda vid var sin sida av fältet, mellan vilka arbetsredskapet drogs fram och tillbaka. Enmaskinssystemet var mindre använt, och innebar att en kabeln drogs av en motorvagn, uppställd på fältets ena sida, medan kabeln på den motsatta sidan löpte kring en linvinda på en ankarvagn. Motor- och ankarvagnar rörde sig automatiskt framåt på fältets vändtegar, i takt med att plöjningen fortskred. Arbetsredskapet utgjordes av en balansplog, bestående av två med fyra eller flera plogkroppar försedda hälfter, som omväxlande nedfälldes till jorden, så att plogen inte behövde svängas vid vändningarna. I stället för plog kunde grubbervält, betupptagare eller andra specialredskap anbringas. Många försök gjordes för att åstadkomma en enklare anordning och billigare material genom att låta motorn gå på fältet, dragande arbetsredskapet efter sig. Mot denna anordning talade dels den betydliga kraft, som åtgår för motorns transport i en lös och ojämn åker, dels nödvändigheten att ge motorn tillräcklig tyngd för att ge friktionsmotstånd mot jordytan, varav följer att jorden som skall luckras blir starkt hoppackad. Men dylika motorer hade fått stor användning i synnerhet i Förenta staterna och Kanada och hade även i några exemplar tagits i bruk i Sverige, men passade uppenbarligen bäst på trakter med torrt klimat och icke lerartad, vidklibbande jord. Motorn och arbetsredskapet hade även sammanbyggts och den i jorden arbetande del då vanligen utgjorts av roterande axlar, med därpå anbragta grävande organ. Försök gjordes också att ersätta dessa med hastigt roterande skär liknande fräsarna på en maskinhyvel för att sålunda få jorden fint sönderdelad. Vid användning av fast stående motor kan vare sig ånglokomobil, förbränningsmotor eller elmotor med krafttillförsel genom kabel lika lätt användas. Då motorn däremot skulle förflytta sig på arbetsfältet, var av naturliga skäl förbränningsmotorn bekvämast. För att främja utvecklingen av motokulturen bildades Fédération internationale de motoculture, och som en oberoende nationell förening framträdde Svenska motokulturföreningen. Föreningen som stiftats 1910 omorganiserades 1927 till Jordbrukstekniska föreningen.